# Улица Максима Горького (Курган)
У́лица Макси́ма Го́рького — одна из центральных улиц города Кургана, Россия.

## Расположение
Улица проходит с юго-запада от Центрального парка культуры и отдыха и Битёвки, старицы реки Тобол, на северо-восток до ул. Односторонки.

## История
Первоначальное название улицы — Солдатская. Отставных солдат и офицеров в городе было много уже в XVIII веке, и для застройки им нарезались участки земли по одной улице, хотя многие офицеры да и солдаты имели дома на других улицах города. Во 2-й половине 1894 года название меняется на Канавную из-за дренажной системы, построенной в городе в конце 1870-х. По всем улицам были выкопаны неглубокие канавы-кюветы, а основная, глубокая канава была прорыта по левой стороне Солдатской улицы, куда осенью и весной был такой сброс воды из соседних улиц, что оказывались затоплены и дворы, и дома. В июле 1896 года городовая больница отдает своё двухэтажное каменное здание под солдатские казармы, а сама переезжает в деревянные небольшие бараки, где ранее размещался курганский гарнизон (теперь территория 1-й Городской больницы). Это повлекло за собой то, что в документах изредка начинает встречаться новое название улицы — Больничная. Возможно, Городская дума не принимала такого решения, по крайней мере, краеведам оно неизвестно. Но оба эти названия — и Канавная и Больничная, были недолговечными, и в 1897 году снова возвращается старое наименование — улица Солдатская. Но вплоть до 1908 года в документах и объявлениях можно встретить любое из трёх перечисленных названий. С ростом Кургана улица оказывается в центре города и в 1908 году получает наименование Центральной. В 1920 году она названа улицей Всевобуча (всеобщего воинского обучения), а в 1936 году — в честь писателя Максима Горького.

## Пересекает улицы
- Улица Тобольная
- Улица Красина
- Улица Кирова
- Улица Томина
- Улица Володарского
- Улица Комсомольская
- Улица Ленина
- Улица Пичугина
- Улица Пролетарская
- Улица Савельева
- Улица Кравченко
- Улица Аргентовского
- Улица Бурова-Петрова
- Улица Блюхера
- Улица Орлова
- Улица Новая

## Общественно-значимые и примечательные здания
- № 3 — ООО «Зауральские напитки»
- № 33 — Курганская больница скорой медицинской помощи
- № 34 — Департамент социальной политики Администрации г. Кургана
- № 35 — Курганская региональная общественная организация инвалидов «Союз Чернобыль»; Музей памяти зауральцев, участников ликвидации аварии на Чернобыльской АЭС
- № 39 — Отдел полиции № 3 УМВД России по г. Кургану
- № 40 — Уральское Управление Федеральной службы по экологическому, технологическому и атомному надзору, Управление Федеральной службы по надзору в сфере связи, информационных технологий и массовых коммуникаций по Курганской области, Управление Федеральной службы государственной статистики по Свердловской и Курганской областям, Управление Федеральной антимонопольной службы по Курганской области, Отдел государственного контроля, надзора, охраны водных биологических ресурсов и среды их обитания по Курганской области
- № 63 — мемориальная доска И. С. Волкову
- № 75 — мемориальная доска В. В. Веселову
- № 78 — Курганский областной суд
- № 79 — Гимназия № 32 им. Е. К. Кулаковой
- № 80 — Единственный в городе деревянный дом с мезонином (построен в середине XIX века)
- № 84 — Медиахолдинг «Новый мир», памятник архитектуры, 1912 год
- № 108 — Курганская городская общественная организация ветеранов и инвалидов военно-воздушных сил
- № 109 — Департамент развития городского хозяйства Администрации г. Кургана, Департамент архитектуры, строительства и земельных отношений Администрации г. Кургана
- № 110 — Всероссийское общество слепых, Областная специальная библиотека им. В. Г. Короленко, Курганская областная общественная организация Общероссийской общественной организации инвалидов
- № 127 — Отделение почтовой связи № 18; мемориальная доска Ф. В. Елисееву
- № 129 — Курганский областной художественный музей им. Германа Травникова
- № 132 — Территориально обособленное рабочее место УФНС России по Курганской области в г. Курган
- № 156 — Курганский городской суд
- № 170 — Центр гигиены и эпидемиологии в Курганской области; памятник архитектуры «Дом Данилушкина». Построен в 1892. Архитектура с ярко выраженными принципами эклектики и фасадной композицией, не имеющая аналогов на Урале
- № 186 — Центр занятости населения города Кургана Курганской области
- № 190 — Главное управление по труду и занятости населения Курганской области
- № 216 — Средняя общеобразовательная школа № 50

## Транспорт
По улице ходит автомобильный транспорт местных жителей.

## Фотогалерея

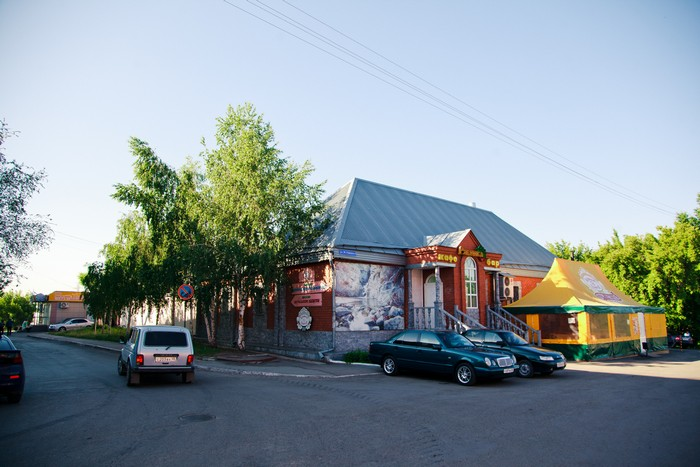
ул. Максима Горького, 2, кафе-бар «Рябинка»
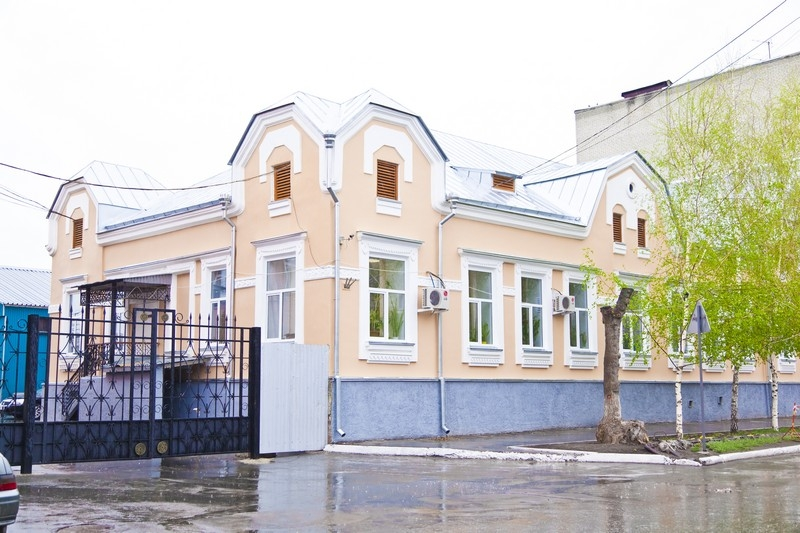
ул. Максима Горького, 3, Торгово-производственная компания «Зауральские напитки»

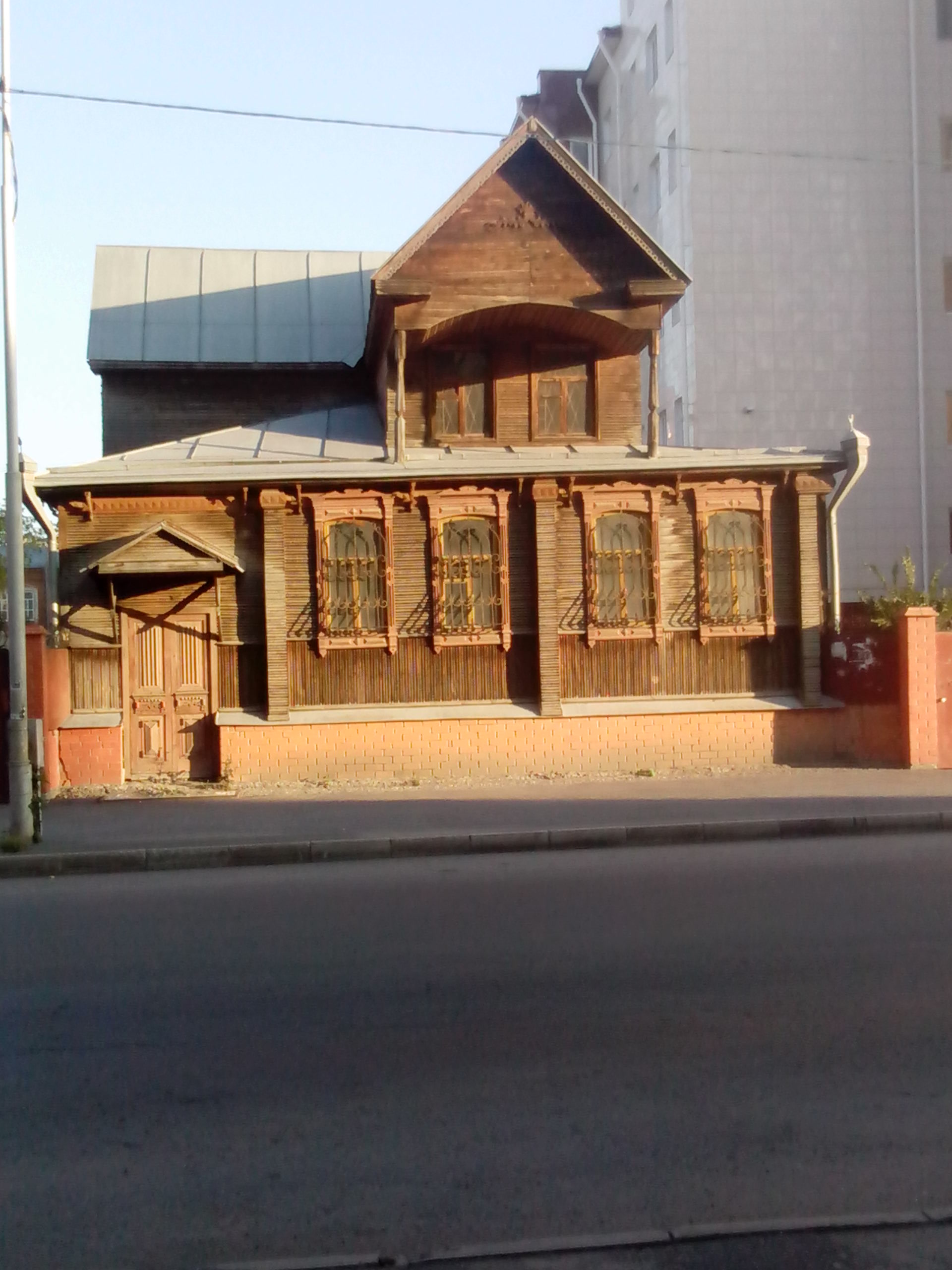
ул. Максима Горького, 80, Дом с мезонином
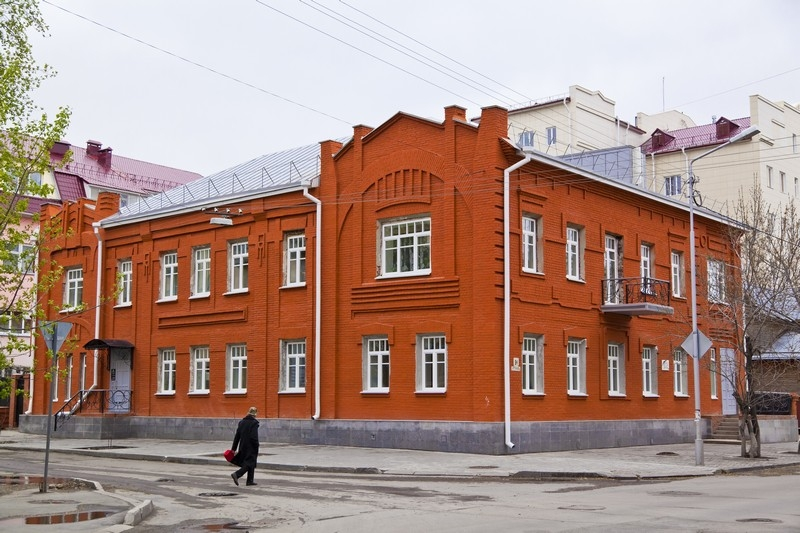
ул. Максима Горького, 84, Редакция газеты «Новый мир»

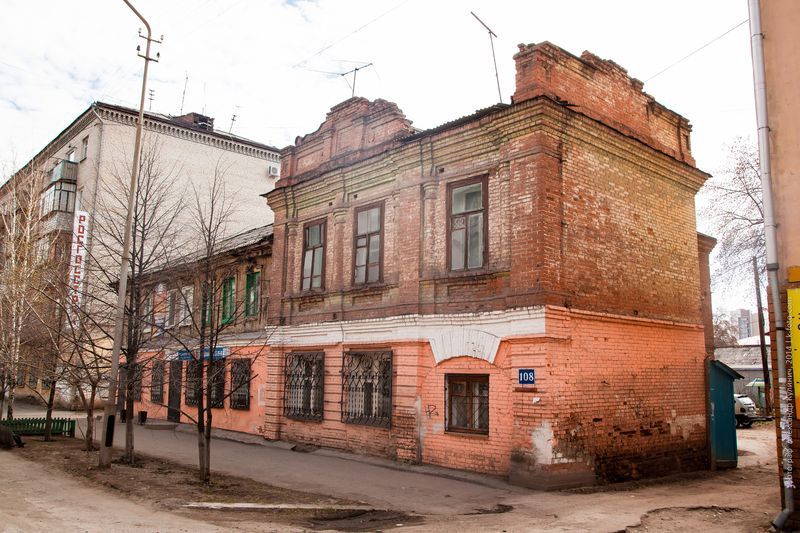
ул. Максима Горького, 108, Курганское региональное отделение общероссийской организации инвалидов войны в Афганистане
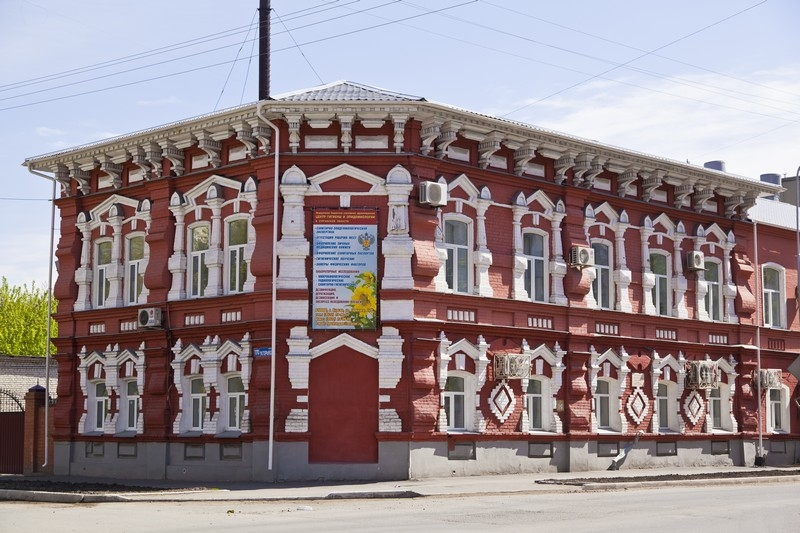
ул. Максима Горького, 170, Центр гигиены и эпидемиологии в Курганской области

|                                                                                     |
| ул. Максима Горького, 216, МБОУ г. Кургана «Средняя общеобразовательная школа № 50» |